# Wojnówka (województwo podlaskie)
Wojnówka – wieś w Polsce położona w województwie podlaskim, w powiecie hajnowskim, w gminie Dubicze Cerkiewne.
| SIMC    | Nazwa   | Rodzaj    |
| ------- | ------- | --------- |
| 0028151 | Melanin | część wsi |

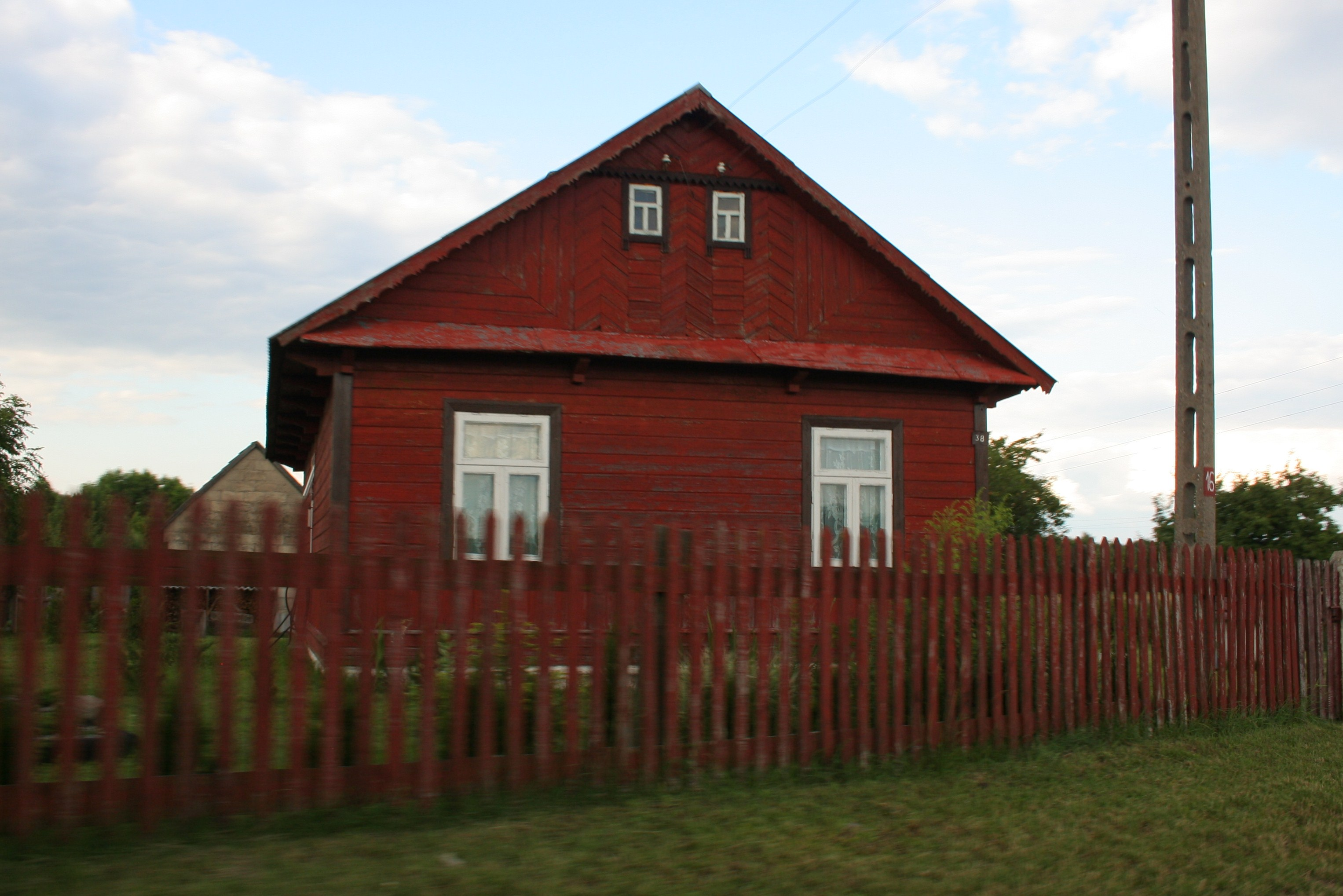
Drewniany dom

W latach 1975–1998 miejscowość administracyjnie należała do województwa białostockiego.
Prawosławni mieszkańcy wsi należą do parafii Podwyższenia Krzyża Pańskiego w Werstoku, a wierni kościoła rzymskokatolickiego do parafii św. Zygmunta w Kleszczelach.
Wieś w 2011 roku zamieszkiwały 53 osoby.